# Runcinioides
Genre
Runcinioides est un genre d'araignées aranéomorphes de la famille des Thomisidae.

## Distribution
Les espèces de ce genre se rencontrent au Brésil et en Guyane.

## Liste des espèces
Selon World Spider Catalog (version 20.0, 15/03/2019) :
- Runcinioides argenteus Mello-Leitão, 1929
- Runcinioides litteratus (Piza, 1933)
- Runcinioides pustulatus Mello-Leitão, 1929
- Runcinioides souzai Soares, 1942

## Publication originale
- Mello-Leitão, 1929 : Aphantochilidas e Thomisidas do Brasil. Archivos do Museu Nacional, Rio de Janeiro, vol. 31, p. 9-359.